# NGC 290

NGC 290

NGC 290 في علم الفلك هو تجمع نجمي مفتوح يوجد في سحابة ماجلان الصغرى. يرى في اتجاه كوكبة الطوقان.
يبعد عن الأرض نحو 200.000 سنة ضوئية، ويبلغ قطره نحو 65 سنة ضوئية.
إكتشفه عالم الفلك البريطاني جون هيرشل في يوم 11 أبريل 1834.

## وصلات خارجية
- NASA - Astronomy Picture of the Day: May 1, 2006 NGC 290
- HubbleSite NewsCenter: Information on NGC 290 and the Hubble picture

## اقرأ أيضا
- الطوقان (كوكبة)
- تجمع نجمي مفتوح
- نجوم زرقاء شاردة
- إن جي سي 265
- إن جي سي 47